# 克里斯·马奥尼
克里斯·马奥尼（英語：Chris Mahoney，1959年1月2日—），英国男子赛艇运动员。他曾代表英国参加1980年和1984年夏季奥林匹克运动会赛艇比赛，其中1980年奥运会获得一枚银牌。